# Електрични потенцијал
Електрични потенцијал или електрични скаларни потенцијал је потенцијал који одговара електричном пољу. Електрични потенцијал је особина која карактерише сваку тачку у простору, а њена квантитативна вредност једнака је количнику потенцијалне електричне енергије по јединици наелектрисања које се налази се у статичком (временски непроменљивом) електричном пољу. Електрични потенцијал је скаларна величина, уобичајено изражена у волтима. У електромагнетизму, електрични потенцијал се уводи као скаларна функција чији је негативни градијент једнак вектору електричног поља:
{\displaystyle {\vec {E}}=-\mathbf {\nabla } \phi }.
Назив електрични скаларни потенцијал се користи у електродинамици када електрично поље у ком се посматрано наелектрисање налази није статичко, већ је временски променљиво. Реч скаларни у називу наглашава да је потенцијал описан једном компонентом, за разлику од магнетног векторског потенцијала за чије описивање је потребно три компоненте. Електрични потенцијал и вектор магнетног потенцијала формирају четворовектор потенцијала, тако да су ова два потенцијала спрегнути, а њихове трансформације дефинисане су Лоренцовим трансформацијама.

## Електрично поље
Познато је да неки предмети могу имати електрични набој односно наелектрисање. Електрично поље врши померање наелектрисаних честица, убрзавајући их у смеру вектора електричног поља, односно у смеру или насупрот смеру вектора електричног поља, у зависности од врсте наелектрисања. Уколико је наелектрисана честица наелектрисана позитивним наелектрисањем, сила деловања и убрзања те честице ће бити у смеру са електричним пољем, а вредност силе која делује, одређена је величином наелектрисања честице и вредношћу електричног поља.
Електрична сила и електрична потенцијална енергија су у директном односу. Како се честица креће у смеру у којем га сила убрзава, њена потенцијална енергија се смањује. Такав однос имају и друге врсте сила и њима одговарајућих потенцијалних енергија. На пример, како објекат пада услед привлачења гравитационе силе, његова гравитациона потенцијална енергија се смањује.
Потенцијал електричног поља се назива електрични потенцијал и најчешће се означава са {\displaystyle \phi }, {\displaystyle \phi _{\mathrm {E} }} или V. Разлика електричног потенцијала између две тачке у простору, назива се напон.

## Формална дефиниција
Електрични скаларни потенцијал {\displaystyle \phi _{\mathrm {E} }} се уводи преко електричног поља {\displaystyle \mathbf {E} }. Електрични скаларни потенцијал је скаларна функција чији је негативни градијент једнак вектору електричног поља:
{\displaystyle \mathbf {E} =-\mathbf {\nabla } \phi _{\mathrm {E} }}
Како је ротор стационарног електричног поља једнак нули, {\displaystyle \mathbf {\nabla } \times \mathbf {E} =0}, дат линијски интеграл не зависи од специфичне путање C, већ само од крајњих тачака и одавде се добија да је електрични потенцијал једнак:
{\displaystyle \phi _{\mathrm {E} }=-\int _{C}\mathbf {E} \cdot \mathrm {d} \mathbf {\ell } }
где је C путања по којој се интеграли, а која повезује извор електричног поља и тачку за коју се потенцијал израчунава.
Ако је позната потенцијална електрична енергије {\displaystyle U_{\mathrm {E} }} честице q, потенцијал се може изразити и као:
{\displaystyle U_{\mathrm {E} }=q\phi }
Из Гаусове теореме која у интегралном облику тврди да је флукс електростатичког поља у вакууму кроз било коју затворену површину једнак количнику укупног наелектрисања које се налази у запремини обухваћеном том површи и диелектричне константе вакуума. Одавде следи да потенцијал задовољава Поасонову једначину:
{\displaystyle \mathbf {\nabla } \cdot \mathbf {E} =\mathbf {\nabla } \cdot \left(-\mathbf {\nabla } \phi _{\mathrm {E} }\right)=-\nabla ^{2}\phi _{\mathrm {E} }=\rho /\varepsilon _{0}}
где је ρ укупна густина наелектрисања која обухвата и слободна и везана наелектрисања.

## Увод у електромагнетизам
У случају када ротор електричног поља није нула, {\displaystyle \mathbf {\nabla } \times \mathbf {E} \neq 0}, тј. ако поље није стационарно, електрични потенцијал се не може непосредно изразити као:
{\displaystyle \phi _{\mathrm {E} }=-\int _{C}\mathbf {E} \cdot \mathrm {d} \mathbf {\ell } ,}
јер тада електрично поље није више конзервативно и интеграција зависи од конкретне путање. Тада се скаларни електрични потенцијал мора дефинисати заједно са магнетним векторским потенцијалом {\displaystyle \mathbf {A} }.
{\displaystyle \mathbf {E} =-\mathbf {\nabla } \phi _{\mathrm {E} }}
{\displaystyle \mathbf {B} =\mathbf {\nabla } \times \mathbf {A} ,}
где је {\displaystyle \mathbf {B} } густина флукса магнетског поља (такође познат као магнетна индукција или магнетско поље). Увек се може пронаћи такво {\displaystyle \mathbf {A} } зато што {\displaystyle \mathbf {\nabla } \cdot \mathbf {B} =0} (одсуство магнетног монопола). Вредност {\displaystyle \mathbf {F} =\mathbf {E} +\partial \mathbf {A} /\partial t} је конзервативно поље одређено Фарадејевим законом и може се писати:
{\displaystyle \mathbf {E} =-\mathbf {\nabla } \phi -{\frac {\partial \mathbf {A} }{\partial t}}}
где је φ скаларни потенцијал описан конзервативним пољем {\displaystyle \mathbf {F} }.
Електростатички потенцијал, једноставно је посебан случај ове дефиниције где је {\displaystyle \mathbf {A} } временски непроменљива вредност. Са друге стране, за временски променљива поља важи следеће {\displaystyle \int _{a}^{b}\mathbf {E} \cdot \mathrm {d} \mathbf {S} \neq \phi (b)-\phi (a)}.
Обратите пажњу да ова дефиниција φ зависи од нормирања потенцијалне функције за вектор потенцијала {\displaystyle \mathbf {A} } (градијент било којег скаларног поља може бити додат {\displaystyle \mathbf {A} } без мењања {\displaystyle \mathbf {B} }). Један начин је да #Кулонов калибрациони услов (за потенцијал) Нормирање потенцијалне функције, у којем ћемо изабрати услов да је {\displaystyle \mathbf {\nabla } \cdot \mathbf {A} =0}. У овом случају, добијамо {\displaystyle -\nabla ^{2}\phi =\rho /\varepsilon _{0}}, где је ρ густина наелектрисања. Други начин је Лоренцов калибрациони услов, у којем усвајамо {\displaystyle \mathbf {A} } да би задовољили {\displaystyle \mathbf {\nabla } \cdot \mathbf {A} =-{\frac {1}{c^{2}}}{\frac {\partial \phi }{\partial t}}}.

## Посебни случајеви и примери израчунавања
Електрични потенцијал у тачки {\displaystyle \mathbf {l} } у константном електричном пољу {\displaystyle \mathbf {E} } може се представити:
{\displaystyle \phi _{\mathrm {E} }=-\int \mathbf {E} \cdot \mathrm {d} \mathbf {l} .}
Електрични потенцијал око тачкастог наелектрисања q, на удаљености r од наелектрисања, рачуна се:
{\displaystyle \phi _{\mathbf {E} }={\frac {q}{4\pi \epsilon _{o}r}}.}
Укупан потенцијал низа пунктуалних наелектрисања једнак је суми појединачних потенцијала свих наелектрисања. Ова чињеница поједностављује прорачун у великој мери, због тога што је сабирање потенцијала (скаларно) поља много једноставније него сабирање вектора електричног поља.
Електрични потенцијал настао од тродимензионалног сферно симетричног Гаусовог наелектрисања густине
{\displaystyle \rho (r)} се рачуна следећим изразом:
{\displaystyle \rho (r)={\frac {q}{\sigma ^{3}{\sqrt {2\pi }}^{3}}}\,e^{-{\frac {r^{2}}{2\sigma ^{2}}}},}
где је q количина наелектрисања, добијен је решавањем Поасонове једначине:
{\displaystyle \nabla ^{2}\phi _{\mathbf {E} }=-4\pi \rho .}
решење је преко:
{\displaystyle \phi _{\mathbf {E} }(r)={\frac {q}{r}}\,{\mbox{erf}}\left({\frac {r}{{\sqrt {2}}\sigma }}\right)}
где је erf(x) функција грешке.
Ово решење се може проверити опрезном ручном евалуацијом {\displaystyle \nabla ^{2}\phi _{\mathbf {E} }}.
Обратите пажњу, да за r много веће од σ, erf(x) потенцијал {\displaystyle \phi _{\mathbf {E} }} постаје по вредности ближи потенцијалу пунктуалног наелектрисања {\displaystyle {\frac {q}{r}}}.

## Примена у електроници
Електрични потенцијал, уобичајено мерен у волтима, обезбеђује једноставан начин анализирања електричних кола без претходног познавања облика кола или поља у њима.
Електрични потенцијал обезбеђује једноставан начин анализе електричних кола уз помоћ Кирхофових закона, без потпуног решавања Максвелових једначина за статичка електрична поља.

## Јединице
СИ јединица за електрични потенцијал је волт (у част Алесандро Волта), и у толико широкој употреби је да су термини напон и електрични потенцијал постали синоними. Старије јединице су ретке. Варијанте јединице електричног потенцијала су статволт (= 299.792 458 V) и абволт који је ≡ 1×10−8 .